# Nikołaj Szerieszewski
Nikołaj Adolfowicz Szerieszewski (ros. Николай Адольфович Шерешевский, ur. 1885, zm. 1961) – rosyjski lekarz endokrynolog. 
Studiował medycynę na Uniwersytecie Moskiewskim, ukończył studia w 1911 roku. Od 1921 roku wykładał endokrynologię. Był dyrektorem Związkowego Instytutu Endokrynologii Doświadczalnej, opublikował ponad 100 prac. W 1952 roku znalazł się w grupie lekarzy aresztowanych z inicjatywy Stalina (zob. Spisek lekarzy kremlowskich). 
W 1925 roku przedstawił opis zespołu, znanego obecnie jako zespół Turnera. W Rosji zespół Turnera znany jest do dziś jako zespół Szerieszewskiego-Turnera. Pochowany na Cmentarzu Nowodziewiczym w Moskwie.